# 虎斑嶺
76°42′S 161°30′E / 76.700°S 161.500°E
虎斑嶺（英語：Tigerstripe Ridge）是南極洲的山嶺，位於維多利亞地的斯科特海岸，屬於康沃伊山脈中旗艦山的一部分，由新西蘭研究隊命名，現時由南極條約體系管理。